# Герхард III фон Байхлинген-Ротенбург
Герхард III фон Байхлинген-Ротенбург (на немски: Gerhard III von Beichlingen-Rothenburg; † сл. 1394) е господар на Байхлинген-Ротенбург-Бенделебен и Либенщайн.

## Произход
Той е син на граф Фридрих фон Байхлинген-Ротенбург-Бенделебен IV/XI († сл. 1356) и Рихца фон Хонщайн-Зондерсхаузен († сл. 1386), дъщеря на граф Хайнрих V фон Хонщайн-Зондерсхаузен († 1356) и принцеса Матилда фон Брауншвайг-Люнебург и Гьотинген († 1357). Брат е на граф Хайнрих V фон Байхлинген-Ротенбург († 1366) и на Албрехт фон Байхлинген († 1371), титулар епископ на Хипо (1339 – 1367).

## Фамилия
Герхард III фон Байхлинген се жени за Ирмгард фон Регенщайн († 10 май 1414), дъщеря на граф Улрих VII фон Регенщайн († 8 януари 1375) и втората му съпруга Регнилда фон Волденберг. Те имат една дъщеря: 
- Рикса фон Байхлинген-Ротенбург († сл. 1403)

Ирмгард фон Регенщайн се омъжва втори път между 1394 и 16 март 1405 г. за граф Хайнрих VII фон Глайхен-Хаймбург († 1415).